# Liste der denkmalgeschützten Objekte in Horní Maršov
Grundlage dieser Liste der denkmalgeschützten Objekte in Horní Maršov ist die ÚSKP-Liste (Ústřední seznam kulturních památek České republiky, deutsch Zentrale Liste der Kulturdenkmäler der Tschechischen Republik), die von der tschechischen Denkmalschutzbehörde NPÚ (Národní památkový ústav, deutsch Nationale Denkmalbehörde) seit 1987 geführt wird und an die seit dem Jahr 1850 geschaffenen Listen anschließt.
Die Liste umfasst die Kulturdenkmale der Gemeinde Horní Maršov (Marschendorf) im Okres Trutnov mit ihren Ortsteilen.

## Horní Maršov (Marschendorf)
| Lage                                                                                   | Objekt                                     | Beschreibung | ÚSKP-Nr.                  | Bild                                |
| -------------------------------------------------------------------------------------- | ------------------------------------------ | --- | ------------------------- | ----------------------------------- |
| Horní Maršov, Czerninská 1 (Standort)                                                  | Schloss Horní Maršov                       | Schloss Marschendorf (Zamek Horní Maršov) – Anlage eines kleineren spätbarocken Schlosses aus dem Jahr 1792, das 1869 erweitert und 1906 und 1952 umgebaut wurde. Vierflügeliges, einstöckiges Schloss in einem kleinen Park am nördlichen Ende des Dorfes. Der Umbau von 1869 fügte dem rechteckigen Bau eine vierflügelige Anlage um einen Hof hinzu. Eine doppelte Außentreppe führt zum Mittelteil, vor dem sich ein Brunnen mit einer Victoria-Statue befindet. An der Straße ist eine Umfassungsmauer mit einem Tor erhalten. Einzeldenkmale: Schloss Nr. 1, Park und Umfassungsmauer, zweiarmige Treppe und Brunnen. Das Schloss wird seit 1994 nicht mehr genutzt, es brannte am 19. August 2018 ab. Es gehört der Firma Sagna, deren Eigentümer laut Handelsregister ein Bürger der Russischen Föderation ist. | 28796/6-3534 Info Katalog | weitere Bilder                      |
| Horní Maršov, Czerninská, hinter Nr. 3 (Standort)                                      | Brauerei-Keller                            | Ehemaliger Brauerei-Keller im barocken Wirtschaftsgebäude vom Ende des 18. Jahrhunderts. Teil der Herrenbrauerei am südöstlichen Rand des Schlossareals, hinter dem Gebäude Nr. 3, zwischen der ehemaligen Brauerei in Horní Maršov und dem Schlossgebäude. Ein Objekt mit rechteckigem Grundriss von ca. 20 × 24 m, gedeckt mit einem Satteldach, mit hölzernen, vertikal verkleideten Giebeln. | 50512/6-6147 Info Katalog | Brauerei-Keller                     |
| Horní Maršov, Mlýnská 26 (Standort)                                                    | Wassermühle                                | Wassermühle am Kolbendorfer Bach (Lysečinský potok) mit einem gemauerten Vorderteil in klassischer Volksarchitektur. | 50001/6-6056 Info Katalog | weitere Bilder                      |
| Horní Maršov, Bertholdovo náměstí 102 (Standort)                                       | Rathaus                                    | Rathaus. Freistehender Jugendstilbau mit original erhaltenem Grundriss sowie Zimmermannselementen und Stuckverzierungen an den Fassaden. | 38979/6-4574 Info Katalog | weitere Bilder                      |
| Horní Maršov, Bertholdovo náměstí, vor dem Rathaus (Standort)                          | Brunnen mit einer Statue der Gerechtigkeit | Klassizistischer Brunnen mit Figurenschmuck vom Ende des 19. Jahrhunderts. | 103751 Info Katalog       | weitere Bilder                      |
| Horní Maršov, Bertholdovo náměstí, in der Stützmauer des Flusses Úpa (Aupa) (Standort) | Statue des hl. Johannes von Nepomuk        | Statue des hl. Johannes von Nepomuk – Torso der Statue aus dem Jahr 1880, beschädigt durch das Hochwasser von 1897. Vor dem Gemeindeamt in der linken Stützmauer des Flusses Aupa, etwa 70 cm über dem Wasserspiegel. Im oberen Teil der Mauer ist der Kopf des Heiligen und der Torso des Sockels angeordnet. | 45059/6-3535 Info Katalog | Statue des hl. Johannes von Nepomuk |
| Horní Maršov, Třída Josefa II., Malá Ulička (Standort)                                 | Pfarrkirche Mariä Himmelfahrt              | Pfarrkirche Mariä Himmelfahrt – großes neugotisches Gebäude, das 1899 nach dem Projekt des tschechischen Architekten Josef Schulz erbaut wurde. Einschiffiger Backsteinbau mit Turm und rechteckigem Kirchenschiff. Zweistöckiger Turm, Portal mit Tympanon im Erdgeschoss. | 68448/6-4573 Info Katalog | weitere Bilder                      |
| Horní Maršov, Malá Ulička če. 47 (Standort)                                            | Bauernhaus                                 | Bauernhaus. Gebirgshaus, im Erdgeschoss mit durch Bretter geschützten Wänden. Ein typisches Beispiel ärmerer Bauten in den Dörfern des Riesengebirges mit extremen klimatischen Bedingungen. | 13400/6-5819 Info Katalog | weitere Bilder                      |
| Horní Maršov, Za Vodou 37, am linken Ufer der Aupa (Standort)                          | Bäckerei                                   | Bäckerei. Eingeschossiges, freistehendes Wohnhaus mit Holzerker und Backsteinrückwand sowie Kreuzerker auf gemauertem Arkadensockel. Gebäude vom Ende des 18. Jahrhunderts. | 68226/6-5834 Info Katalog | weitere Bilder                      |

## Horní Maršov – Maršov III (Ober Marschendorf)
| Lage                                                        | Objekt                              | Beschreibung | ÚSKP-Nr.                  | Bild                                |
| ----------------------------------------------------------- | ----------------------------------- | --- | ------------------------- | ----------------------------------- |
| Horní Maršov, Horská, Maršov III (Standort)                 | Pfarrkirche Mariä Himmelfahrt       | Pfarrkirche Mariä Himmelfahrt – Renaissancekirche von 1806 nach einem Entwurf des italienischen Baumeisters Carlo Valmadi (um 1550–um 1660) an der Stelle eines älteren Gebäudes errichtet und im 19. Jahrhundert umgebaut wurde. Die geostete Backsteinkirche mit Turm in der Westfassade ist das Hauptgebäude des Areals, bestehend aus einem Friedhof, umgeben von einer Umfassungsmauer mit Tor und Tor, einer Leichenhalle, einem Treppenhaus und dem neugotischen Grabmal von Berthold Aichelburg (1823–1861). | 32807/6-3536 Info Katalog | weitere Bilder                      |
| Horní Maršov, Horská 175, Maršov III (Standort)             | Pfarrhaus                           | Pfarrhaus, urspr. ein Renaissancebau, der im 18. Jahrhundert im Barockstil umgebaut wurde. Das Areal des barocken Pfarrhauses umfasst auch die Friedhofskirche Mariä Himmelfahrt und die Statue des hl. Johannes von Nepomuk von 1717 in der Balustrade vor dem Pfarrhaus und wird durch ein schmiedeeisernes Eingangstor mit Steinpfeilern von der Ortsstraße her erschlossen. Der Hof wird auf der Südostseite durch ein Wirtschaftsgebäude abgeschlossen.                                                         | 13401/6-5820 Info Katalog | Pfarrhaus                           |
| Horní Maršov, Horská, bei der Kirche, Maršov III (Standort) | Statue des hl. Johannes von Nepomuk | Statue des hl. Johannes von Nepomuk – hochwertige hochbarocke Sandsteinstatue, die auf einem erhöhten, verzierten Sockel steht, umgeben von einem doppelarmigen Steinzaun mit Balustraden und einer Zugangstreppe | 24454/6-5088 Info Katalog | Statue des hl. Johannes von Nepomuk |

## Temný Důl (Dunkelthal)
| Lage                        | Objekt                          | Beschreibung | ÚSKP-Nr.                  | Bild           |
| --------------------------- | ------------------------------- | --- | ------------------------- | -------------- |
| Temný Důl (Standort)        | Flachsspinnerei                 | Der steinerne Lagerraum der Flachsspinnerei, erbaut 1855 und erneuert nach dem Brand von 1887. Erdgeschossbau mit unregelmäßigem Grundriss. Steinmauerwerk mit Ziegelverkleidung an den Fenstern und Öffnungen, Ziegelgesims und Steinsockel unter den Fenstern sowie unregelmäßiges Pultdach.                                          | 12531/6-5644 Info Katalog | weitere Bilder |
| Temný Důl 71, 81 (Standort) | Papiermühle mit Holzschleiferei | Papiermühle mit Holzschleiferei. Das Fabrikareal mit Wohnhaus schloss sich an die Produktionshalle an, die 1880 für Ignaz Dix als Papiermühle mit Holzschleiferei erbaut wurde. Einzeldenkmale: Papierfabrik Nr. 71, Betriebsgebäude Nr. 81 und Produktionshalle.                                                                       | 11411/6-5957 Info Katalog | weitere Bilder |
| Temný Důl 17 (Standort)     | Bauernhaus Nr. 17               | Bauernhaus. Einstöckiges Dorfhaus vom schlesischen Typ mit Nebengebäuden aus Holz, ausgeführt teils als Backsteinbau und teils als Fachwerkbau. Fachwerk mit senkrechten Brettern, weißer Kalkputz auf den Backstein- und Steinteilen, große Heubodengaube im hinteren Hangbereich. Dach mit vertikal und diagonal verlegten Schindeln. | 36647/6-5025 Info Katalog | weitere Bilder |

## Horní Lysečiny (Ober Kolbendorf)
| Lage                      | Objekt  | Beschreibung | ÚSKP-Nr.                  | Bild           |
| ------------------------- | ------- | --- | ------------------------- | -------------- |
| Horní Lysečiny (Standort) | Kapelle | Unverputzte Backsteinkapelle vom Ende des 19. Jahrhunderts, auf quadratischem Grundriss, aus Bruchsteinen erbaut. Das Walmdach ist mit Schiefer gedeckt, über dem Haupteingang befindet sich ein Giebel mit Rundbogenfenster. | 13117/6-5744 Info Katalog | weitere Bilder |

## Dolní Albeřice (Nieder Albendorf)
| Lage                         | Objekt                | Beschreibung | ÚSKP-Nr.                  | Bild           |
| ---------------------------- | --------------------- | --- | ------------------------- | -------------- |
| Dolní Albeřice 37 (Standort) | Bauernhaus Nr. 37     | Bauernhaus – ein Objekt der Volksarchitektur des östlichen Riesengebirges. Das Haus befindet sich am linken Ufer mitten im Dorf Dolní Albeřice und ist völlig original erhalten, einschl. der Innenausstattung. Das Gebäude ist teils aus Holz, teils aus Backstein mit weißem Kalkputz errichtet, niedriger Steinsockel, der Giebel ist mit Schindeln gedeckt.                                                                            | 47812/6-5028 Info Katalog | weitere Bilder |
| Dolní Albeřice 11 (Standort) | Bauernhaus Nr. 11     | Bauernhaus, Wohnhaus mit Scheune – ein Objekt der Volksarchitektur des östlichen Riesengebirges, älteste Hütte im Dorfzentrum von Dolní Albeřice, am rechten Ufer an der Straße. Erhalten ist das gesamte originale L-förmige Gehöft mit Backofen, die Einrichtung teilweise nicht mehr original. Der Wohnteil ist aus Holz auf einem hohen weißen Sockel, der Giebel ist zweiteilig, mit Schindeln gedeckt und mit zwei kleinen Fenstern. | 38299/6-5027 Info Katalog | weitere Bilder |
| Dolní Albeřice 4 (Standort)  | Bauernhaus Nr. 4      | Bauernhaus – ein Objekt der Volksarchitektur des östlichen Riesengebirges. Fachwerkhaus aus Holz. Einstöckiges Haus, mit nordwestlichem Teil, westseitiger geschindelter Dachgaube und Nordgiebel mit undatierten deutschen Inschriften. | 24002/6-3533 Info Katalog | BW             |
| Dolní Albeřice (Standort)    | Bildstock (Boží muka) | Pfeilerförmiger Bildstock aus rotem Sandstein, an der alten Zollstraße in Richtung Rýhorská bouda (Rehornbaude) und Mravenečník. | 19349/6-5054 Info Katalog | BW             |

## Horní Albeřice (Oder Albendorf)
| Lage                                          | Objekt                  | Beschreibung | ÚSKP-Nr.                  | Bild           |
| --------------------------------------------- | ----------------------- | --- | ------------------------- | -------------- |
| Horní Albeřice, im oberen Ortsteil (Standort) | Kalkbrennofen (Vápenka) | Turmartiger sechseckiger Kalkstein-Brennofen aus dem 1. Drittel des 19. Jahrhunderts. Oberhalb des Erholungszentrums Vápenka, an der Ortsstraße in der Nähe des ehemaligen Steinbruchs Bisch. | 13399/6-5821 Info Katalog | weitere Bilder |